# Voorst
Voorst  è una municipalità dei Paesi Bassi di 23 781 abitanti situata nella provincia della Gheldria.